# TC-SST雙離合器自手排變速箱

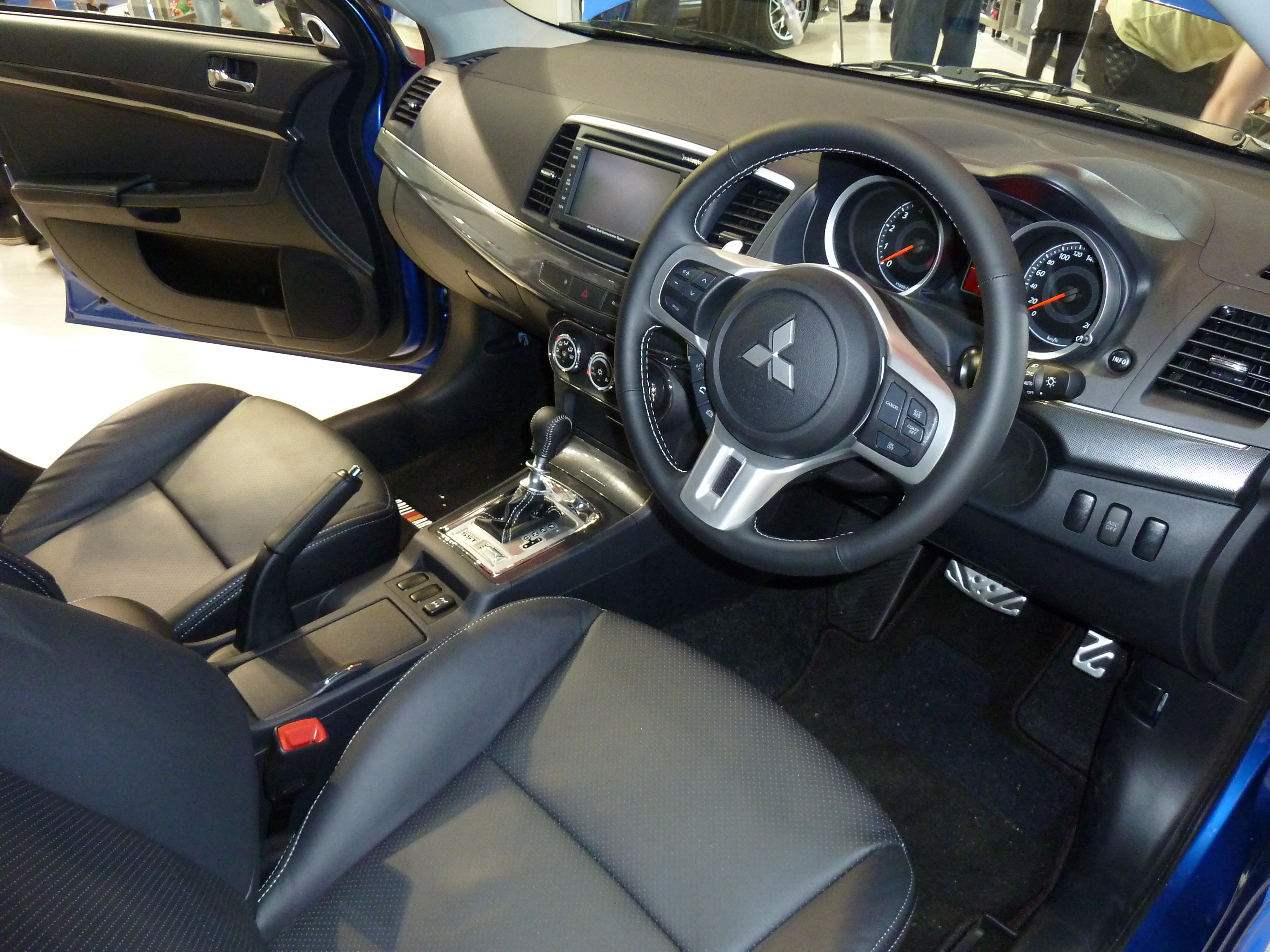
照片正中央為TC-SST雙離合器自手排變速箱之排檔桿

TC-SST雙離合器自手排變速箱（日语：ツインクラッチ・スポーツシフトトランスミッション，縮寫為TC-SST）為德國格特拉克傳動系統有限公司（Getrag）替日本三菱汽車所開發的六速雙離合變速箱。

## 概要
此具廠方代號6DCT470的TC-SST雙離合器自手排變速箱和德國福斯集團所採用的DSG雙離合器變速箱相當類似，採奇數檔位1-3-5、偶數檔位2-4-6雙離合器交換系統，確實達成更高效率及更快速的換檔速度。另外，其濕式多板離合器並列的配置，對照前輪傳動的DSG系統擁有更大的容油量及更厚實的離合器片。
此具變速箱共有「Normal」、「Sport」、「S-Sport」等三種設定，「Normal」模式適合低轉速的市區路況，切換到「Sport」模式時，油門踏板的敏銳度和反應比較快，至於「S-Sport」模式不僅適合高速與高轉速，變速箱更具備類似快排作用，讓駕駛者得以短時間內入檔。

### Lancer Evolution X MR的齒比
| 1速   | 2速   | 3速   | 4速   | 5速   | 6速   | 終傳比 |
| ----- | ----- | ----- | ----- | ----- | ----- | ------ |
| 3.655 | 2.368 | 1.754 | 1.322 | 1.008 | 0.775 | 4.065  |

### Lancer Ralliart的齒比
| 1速   | 2速   | 3速   | 4速   | 5速   | 6速   | 終傳比 |
| ----- | ----- | ----- | ----- | ----- | ----- | ------ |
| 3.655 | 2.368 | 1.754 | 1.322 | 0.983 | 0.731 | 4.062  |

## 內部連結
- 雙離合變速箱
- INVECS

## 外部連結
- （日語）自動車技術トレンド：三菱ランサーエボリューションⅩのTC-SST （页面存档备份，存于）